# ضريح مؤمنة خاتون
ضريح مؤمنة خاتون هو عمل رائع للمعمار الاذربيجاني المشهور عجمي نخجيواني و أحد من أهم المعالم الأثرية لمدرسة نخجوان مراغة (إيران المعماري) المعمارية.
يقع في وسط التاريخي لمدينة نخجوان- داخل مجمع أتابكة أذربيجان المعماري.
ضريح مؤمين خاتون هو المعالم الأثرية الوحيد الذي وصل إلى فترتنا.
أنشاء ضريح مؤمين خاتون في قرن 12, على يد المعمار الاذربيجاني المشهور عجمي نخجيواني.
أنشاء معمر عجمي هذا الضريح بعد 26 عام من إنشاء ضريح يوسف بن كوسير.

كتب في رأس الضريح - في قبرية الأثر الأعلى:
"أمر الملك العادل و المتعلم محمد جحان بحلوان لبناء هذا الضريح لذكرها جلالة الدين و العالم مؤمنة خاتون"
يبلغ حجم الضريح حوالي 25 مترا.
أصبح ضريح مؤمنة خاتون من مواقع التراث العالمي لليونسكو في 30 سبتيمبر,عام 1998.

## معرض الصور

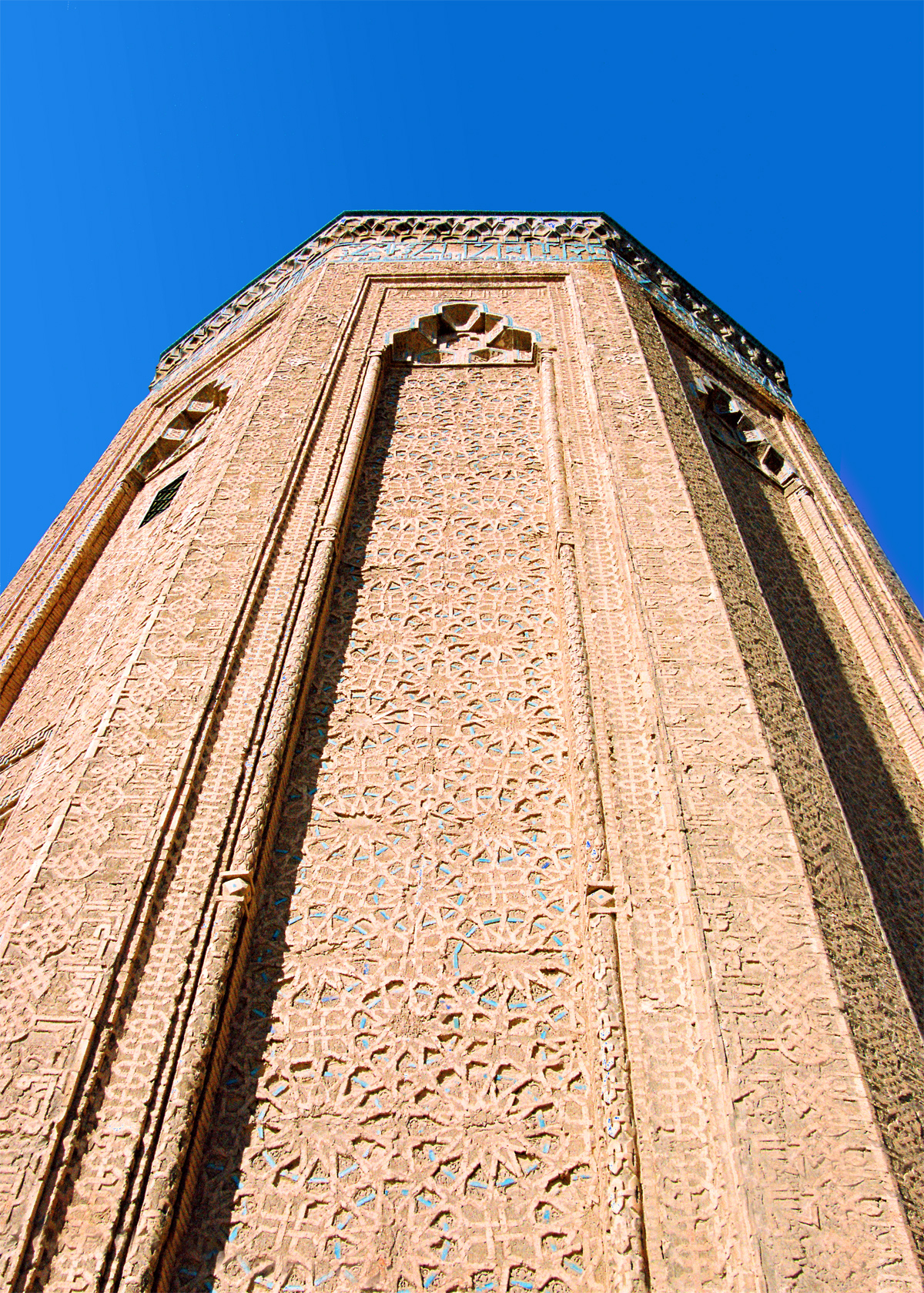
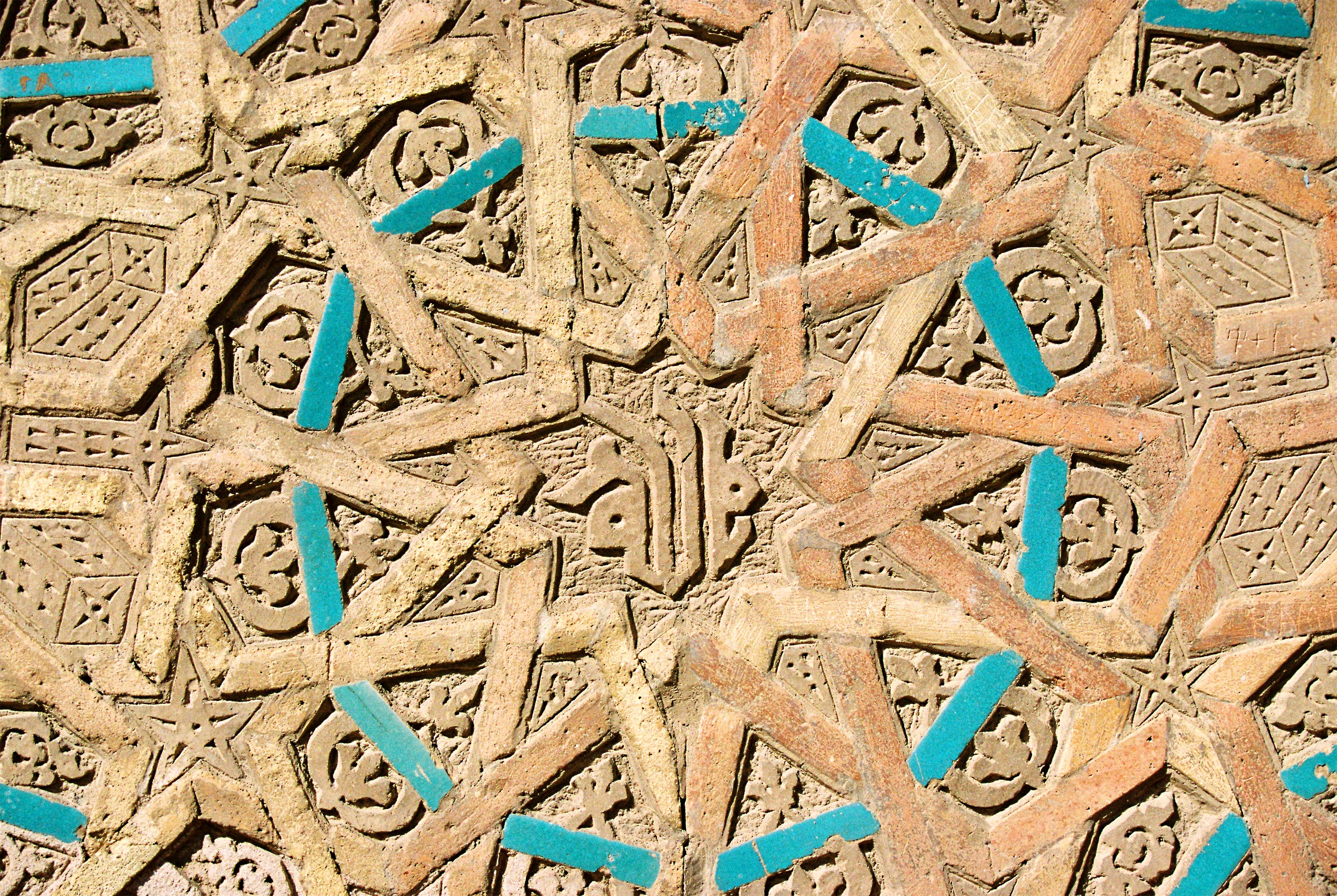
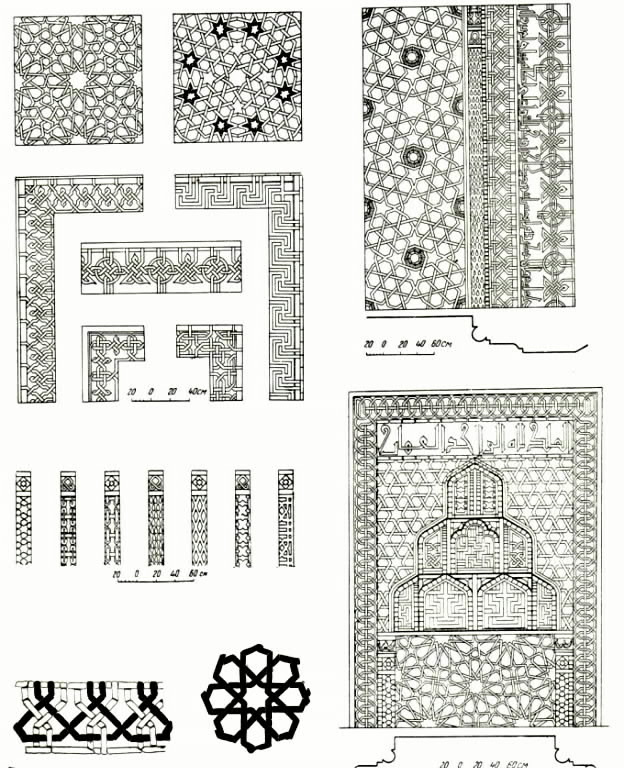

## أُنظر أيضاً
- مدرسة كاراتاي
- مجمع هوناط خاتون